# فرون‌آباد
فرون‌آباد  شهری است از توابع شهرستان پاکدشت در استان تهران. 

## جمعیت
این شهر در شهرستان پاکدشت  قرار دارد و براساس سرشماری مرکز آمار ایران در سال 1395، جمعیت آن 48925 نفر (11هزار خانوار) بوده‌است.